# Indkøbsvogn
En indkøbsvogn er en vogn beregnet til indkøb i supermarked, hvor man almindeligvis køber større ind end i en kiosk eller hos en gammeldags købmand.
De første indkøbsvogne blev taget i brug 4. juni 1937 i supermarkedskæden Standard Supermarket i delstaten Oklahoma i USA.

## Typer
Indkøbsvogne findes i mange forskellige typer afhængig af forretningens art og kundens behov.
De fleste steder er vognen indrettet til også at placere et halvstort barn i et sammenklappeligt sæde lige foran 'føreren'.
- Indkøbsvogne ved parkeringsplads udenfor center / forretning
- Lille vogn til indkøbskurven
- - med babystol
- Lille model som barnet selv kan køre med
- - med barnesædet 'slået ud'
- Indkøbsvogn eller indkøbstaske
- - anvendt som grillrist (undgå vogne behandlet med krom eller andre skadelige belægninger - hvilket gælder de fleste modeller)